# Éragny
Éragny é uma comuna francesa situada no departamento de Val-d'Oise, na região da Ilha de França. É muitas vezes referida Éragny-sur-Oise, a fim de distingui-la da cidade de Éragny-sur-Epte.
Seus habitantes são chamados Éragniens.

## Geografia
A comuna está situada na margem esquerda do Oise, 30 km a noroeste de Paris.
Ela é um membro da vila nova de Cergy-Pontoise, assim como as cidades de Cergy, Pontoise, Saint-Ouen-l'Aumône, Jouy-le-Moutier, Osny, Vauréal, Menucourt, Courdimanche, Neuville-sur-Oise, Puiseux-Pontoise e Boisemont (desde 2005).

## Toponímia
O nome da cidade é atestada na forma Herigniaco no século X, Eriniaco em 1119.

## História
No início do século XII, a terra e a vila, que tinha o nome de Erigny, pertencia aos religiosos da abadia de Saint-Martin-des-Champs.
É em 1564 que Jean d'Alesso, veio da Itália com são Francisco de Paula, compra o senhorio de Eragny. O seu brasão de armas, de azul ao sautor de ouro ladeado por quatro caracóis de prata, foi a base para que a cidade. Francisco de Alesso, marquês de Eragny foi governador-geral das Antilhas (?-1691). Seus descendentes estendia seu domínio sobre a cidade e permaneceram até a Revolução de onde eles foram apreendidos como "bens de emigrante".
Em 1632, Charles Antoine de Sulfour, cavaleiro, senhor da Gouzangrez foi permitido construir uma capela em seu castelo de Éragny.
No século XIX, um personagem de importância se instala: Jacques-Henri Bernardin de Saint-Pierre, o célebre autor de Paulo e Virgínia, um discípulo de Rousseau, tomou posse em 1804, de antigo presbitério. Após a morte do escritor em Éragny, em 1814, a vila ficou em relativo anonimato.
No fim do século XIX, Eragny tinha menos de 500 habitantes, que vivem principalmente da agricultura e da jardinagem.
Ao contrário do que parece, por vezes, a leitura, o pintor Camille Pissarro nunca viveu em Éragny-sur-Oise, nem pintou alguma paisagem em Éragny-sur-Oise, mas em Éragny-sur-Epte.
Graças à chegada da ferrovia (Estação de Eragny - Neuville), se pôde definir a operação de uma pedreira de calcário, que até então era utilizado somente para as necessidades locais. A instalação, no século XX, de uma fábrica de papel, foi a única atividade industrial perceptível, dando um certo crescimento em Éragny. Esta fábrica, que foi também a primeira empresa a instalar-se na zona de atividade nova, deu o seu nome ao bairro onde muito agradável sala que abrigava as prensas de impressão para o papel foi transformado em uma sala de exposição.
A igreja do século XIV foi destruído em junho de 1944, pela queda de um avião britânico bombardeiro Lancaster abatido pela DCA alemã instalada em torno de Pontoise, nas antigas casamatas da origem francesa da Linha Chauvineau durante a Segunda Guerra Mundial.
O desenvolvimento da nova cidade de Cergy-Pontoise, que começou no final dos anos sessenta, transformou a povoação de vila para cidade. Muitos bairros surgiram sobre o que é chamado de "le plateau" e, em menos de 20 anos, Eragny tomou seu rosto de hoje, com cerca de 16 000 habitantes.

## Geminação
A comuna de Éragny tem três geminação. A com Nioko nos subúrbios de Ouagadougou, em Burkina Faso é a mais antiga e, em seguida, houve o emparelhamento com Komlò na bacia de carvão de Hungria. O último emparelhamento é a única com a cidade de Munster, na Estado da Baixa Saxônia, na Alemanha
Éragny é geminada com:
- Munster (Alemanha).
- Komlò (Hungria).
- Nioko (Burkina Faso).

## Cultura e patrimônio

### Lugares e monumentos

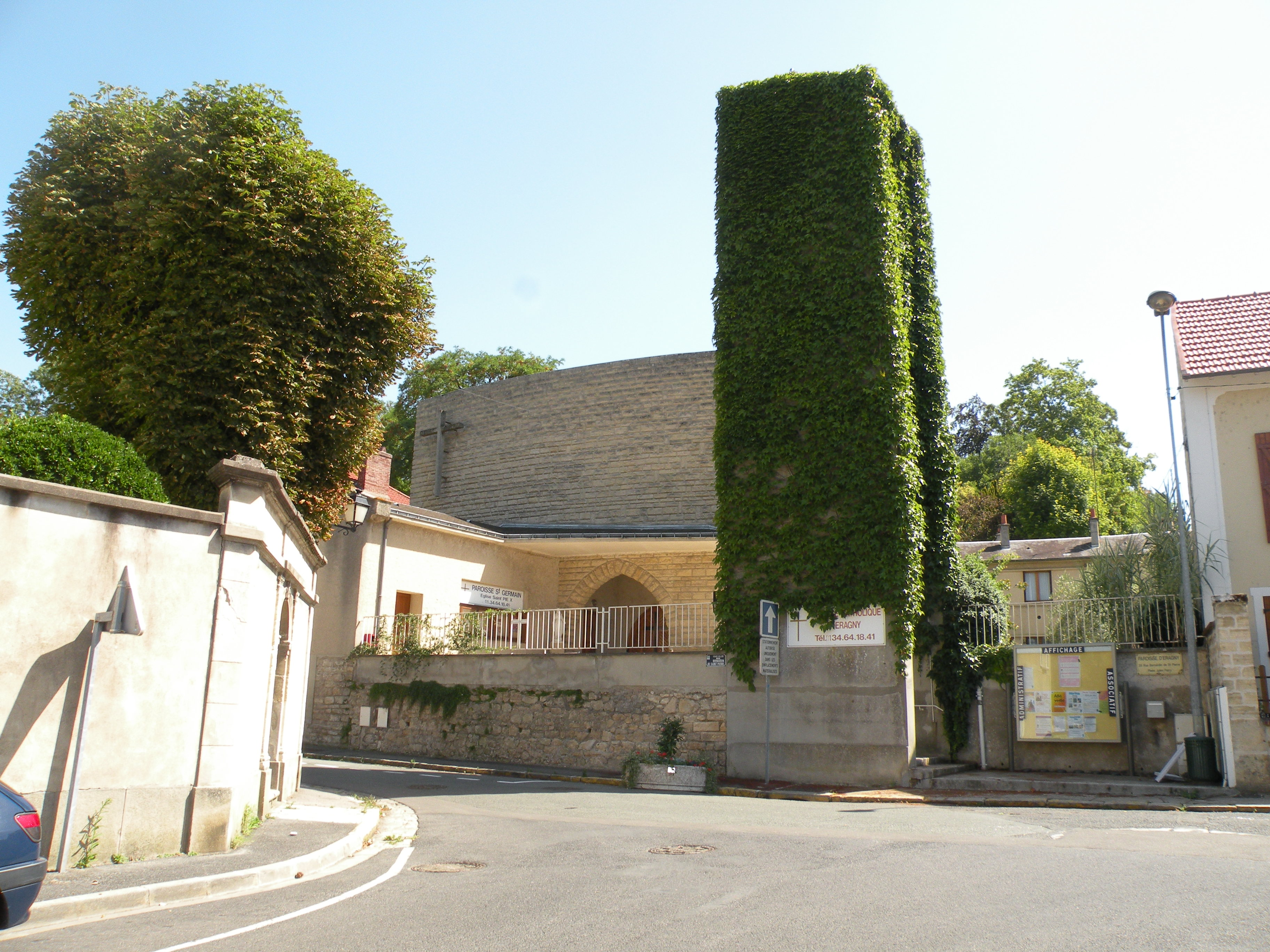
Igreja Saint-Pie-X.

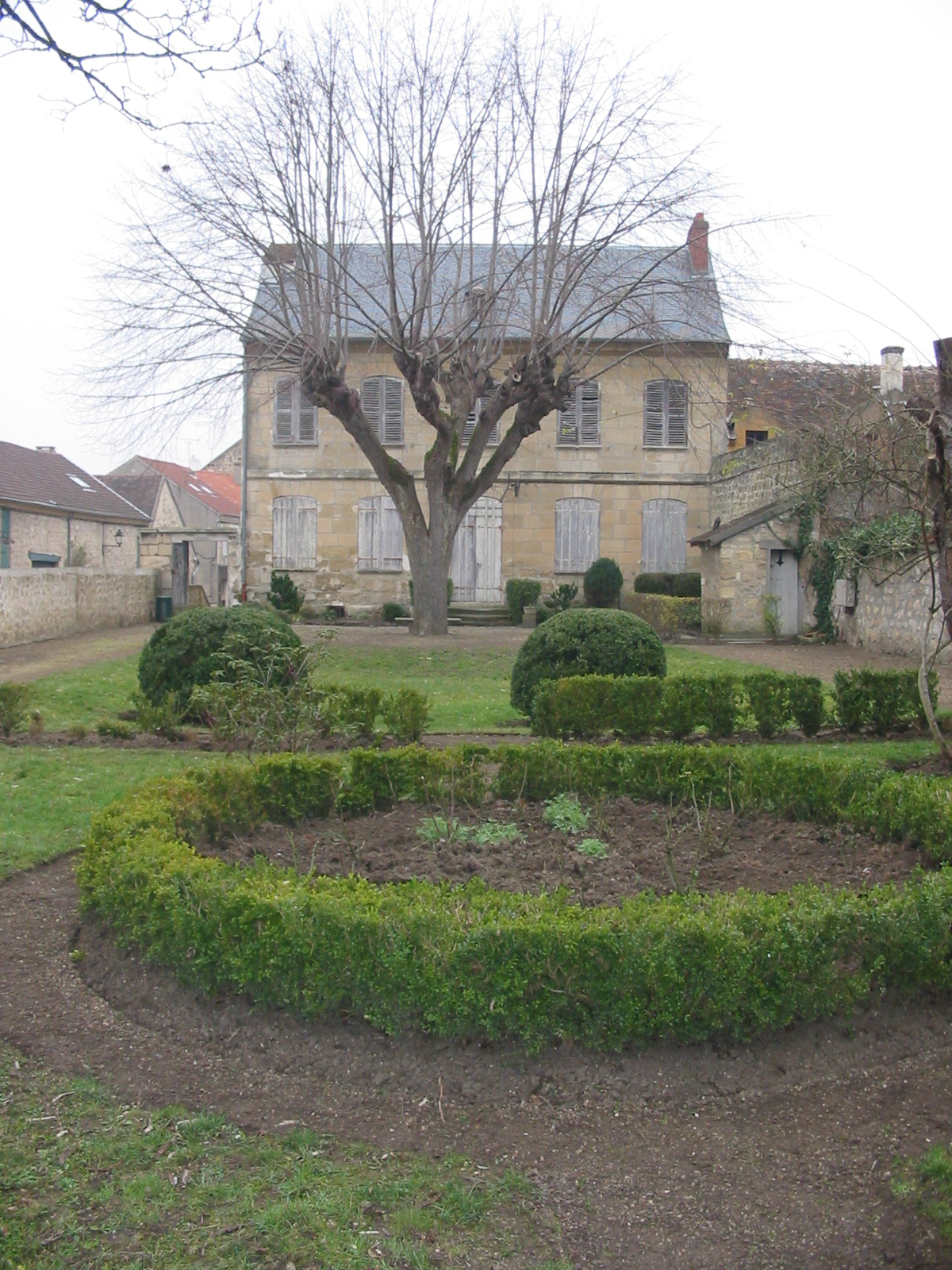
O presbitério onde viveu e morreu Bernardin de Saint-Pierre.

Eragny não tem qualquer monumento histórico listado ou registado no seu território.
- Presbitério[3].
- Source du ru.
- Maison des pêcheurs.
- Portal do velho castelo: Os dois pilares quadrados do portal são o último vestígio do castelo de Alesso no meio do século XVI. O fato de que o senhor é chamado na Martinica para o rei Luís XIV, a manutenção do castelo é negligenciada, e ele cai antes da Revolução. O parque tem sido fragmentado, e seu sítio agora é atravessado por uma estrada. As dependências do castelo ainda permanecem em parte.
- Prefeitura.
- Antiga prefeitura-escola.
- Igreja Saint-Pie-X.
- Écurie de l'armée.

### Personalidades ligadas à comuna
- Jacques-Henri Bernardin de Saint-Pierre (1737-1814), escritor.
- Auguste de Méritens.